# PragerU
PragerU (Abkürzung für Prager University oder die Prager University Foundation) ist eine konservative Medienorganisation in den USA. Sie steht der Republikanischen Partei nahe und erstellt Videos zu politischen, wirtschaftlichen, gesellschaftlichen und kulturellen Themen mit einem rechtskonservativen und rechtspopulistischen Betrachtungswinkel. Obwohl PragerU den Titel „Universität“ im Namen trägt, ist sie keine akademische Einrichtung und ist nicht zur Vergabe von Zertifikaten oder Diplomen befugt. Die Organisation ist bekannt für ihre Klimawandelleugnung.

## Geschichte und Hintergrund
Die PragerU wurde 2009 durch den Autor und Radio-Moderator Dennis Prager und dem Radioproduzenten und Drehbuchautor Allen Estrin gegründet, um rechtskonservativen Ansichten eine Stimme zu verleihen und der in ihren Augen „links unterwanderten“ Hochschulbildung und Wissenschaft entgegenzuwirken. Unter anderem werden der moderne Feminismus und Säkularismus als Irrwege dargestellt; Atheisten wird unterstellt, grundsätzlich amoralisch zu sein. Einen bedeutenden Programmpunkt der PragerU stellt die Verteidigung des Staates Israel und des Zionismus dar, andere Videos wenden sich gegen den Sozialstaat oder die Evolutionstheorie und propagieren kreationistische Positionen. Zielgruppe sind amerikanische Teenager und junge Erwachsene, denen eine rechtskonservative und (nach Auslegung von PragerU) dezidiert jüdisch-christliche, religiös fundierte Weltsicht nahegelegt werden soll.
Die Videos werden vornehmlich auf YouTube gepostet und durch unterschiedliche Sprecher innerhalb von etwa 4–5 Minuten vorgetragen. Zu den Sprechern zählten auch prominente Persönlichkeiten wie Anders Fogh Rasmussen, Alan Dershowitz, George Will, Jordan Peterson, Jonah Goldberg, Ben Shapiro, Charles Krauthammer, Michael Medved, Yoram Hazony oder Ayaan Hirsi Ali.
Die von Prager University als neutrale Bildungsvideos bezeichneten Videos sind häufig provokativ und attackieren regelmäßig Muslime, die Gleichstellung von LGBTQ, Abtreibung, Feminismus, Waffenkontrolle und die Reform der US-Wahlkampffinanzierung, außerdem leugnen sie den menschengemachten Klimawandel. Unter anderem behauptete Prager University, die unter anderem von der fossilen Energiebranche finanziert wird, dass Fossile Energie die „grünste Energie“ von allen sei. Eine Analyse aus dem Jahr 2022 kam zu dem Ergebnis, dass Prager University einer der „größten Verbreiter von Klimakrisenleugnung“ im Internet sei.
Die Vereinigung ist im San Fernando Valley ansässig und hatte im März 2018 mehr als 20 Mitarbeiter.

## Finanzierung
Zwischen 2018 und 2022 nahm PragerU 196 Mio. US-Dollar ein, wobei die Summe von 17,9 Mio. Dollar 2018 auf 65,1 Millionen 2022 stieg. Zu den wichtigsten Geldgebern zählen Sponsoren mit dezidiert US-amerikanisch-konservativen politischen Zielen wie Dan and Farris Wilks, zwei Milliardäre, die ihr Vermögen mit Erdöl und Erdgas erworben haben. Weitere wichtige Geldgeber waren die Lynde and Harry Bradley Foundation, die National Christian Charitable Foundation und die Dick and Betsy DeVos Foundation. Zwei Mitglieder der Familie Wilks sitzen im Vorstand von PragerU.

## Kontroversen
2015 kam es zu rechtlichen Auseinandersetzungen mit der Firma Google als Dachgesellschaft von YouTube. PragerU warf dem Konzern Zensur vor; Kritiker halten umgekehrt PragerU vor, gezielt Desinformation und Verschwörungstheorien zu verbreiten. Im November 2018 umfasste der YouTube-Kanal 482 Videos, die im Jahr 2018 insgesamt eine Milliarde Aufrufe erreichten. Im August 2018 entfernte Facebook zwei PragerU-Videos von seiner Plattform und gab später an, die Videos seien versehentlich entfernt worden.
Im August 2019 schränkte YouTube mehrere Videos von PragerU als „restricted“ ein. Damit wurde der Zugriff erschwert, insbesondere von Endgeräten mit einem entsprechenden Filter wie zum Beispiel Jugendschutzfilter. Facebook soll zudem mehrere Videos aufgrund unangemessenen Inhalts gelöscht haben. Außerdem lehnen diverse Plattformen PragerU als Werbepartner ab, darunter Twitter und Spotify. PragerU bezeichnete dies als Zensur und richtete zum Ausdruck des Protests auf der eigenen Webseite eine Online-Petition ein.
Zu den wichtigsten Geldgebern zählen, wie erwähnt, die Brüder Dan Howard Wilks und Farris Cullen Wilks, deren Firma Wilks Brothers LLC insbesondere Fracking betreibt. 2023 veröffentlichte PragerU „Unterrichtsvideos“, in denen Klimawandelleugnung betrieben wird. In diesen Videos, die sich an Kindergartenkinder bis hin zu Fünftklässlern richten, wird unter anderem kontrafaktisch behauptet, dass Wind- und Solarenergie die Umwelt verschmutzten und für Verarmung sorgten, dass Klimaaktivisten mit den Nationalsozialisten vergleichbar seien und dass die seit Jahren beobachteten globalen und regionalen Hitzerekorde von natürlichen Klimaschwankungen herrührten. Von Bildungsexperten werden die Videos als „gefährliche Propaganda“ eingeordnet, die sich besonders an Kinder richteten, die sich in einer besonders beeinflussbaren Phase ihrer Entwicklung befinden. 2023 erlaubte Florida unter Gouverneur Ron DeSantis als erster US-Bundesstaat, dass diese Videos im Schulunterricht eingesetzt werden dürfen.